# Institut international de recherche sur les cultures des zones tropicales semi-arides
L'Institut international de recherche sur les cultures des zones tropicales semi-arides (ICRISAT) est l'un des 15 centres de recherche membres du Groupe consultatif pour la recherche agricole internationale. Établi en 1971, sa mission consiste à aider « 600 millions de pauvres à surmonter la faim, la pauvreté et la dégradation de l'environnement dans les tropiques semi-arides grâce à une agriculture plus efficace ». En 2010, il disposait de 60 millions de dollars, soit 10 % du montant total des 15 centres.
Il est basé à Patancheru (Hyderabad, Andhra Pradesh) en Inde. Il dispose de plusieurs centres régionaux : Niamey (Niger), Nairobi (Kenya) et des bases de recherches : Bamako (Mali), Bulawayo (Zimbabwe).
En 2021, l'ICRISAT est lauréat de l'Africa Food Prize, en récompense de ses travaux qui ont amélioré la sécurité alimentaire dans 13 pays d’Afrique subsaharienne.